# Català antic

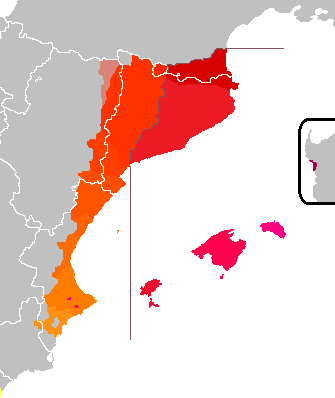
Divisió dialectal moderna de l'antic domini del català medieval.

El català antic o català medieval (catalanesc, romanç, català modern: català antic) va ser la llengua romànica parlada durant l'edat mitjana precursora de la llengua catalana moderna i de les seves varietats dialectals conegudes com a català occidental i català oriental
La seva extensió medieval va abastar el Principat de Catalunya, el Regne de València, les Illes Balears i la ciutat de l'Alguer a Sardenya, territoris tots ells integrats a la Corona d'Aragó, a més de moltes zones del Regne de Múrcia, integrat a la Corona de Castella.

## Fonologia
El català medieval va presentar al llarg de la seva història documentada canvis fonètics, encara que aquest article tracta bàsicament la fonologia dels segles xiii i xiv quan es van escriure les quatre grans cròniques, que usaven una forma estandarditzada de català medieval. El sistema d'escriptura en aquest temps era més fonètic que en l'actualitat. A més, pràcticament totes les consonants finals testificades en l'escriptura es pronunciaven, contràriament al que passa en el modern català oriental on moltes d'aquestes consonants ara no es pronuncien després d'haver sofert un procés d'afebliment i emmudiment.

### Consonants
|               |               | Bilabial | Labiodental | Dental/ Alveolar | Palatal | Velar |
| ------------- | ------------- | -------- | ----------- | ---------------- | ------- | ----- |
| Nasal         | Nasal         | m        |             | n                |         |       |
| Oclusiva      | sorda         | p        |             | t̪~t              |         | k     |
| Oclusiva      | sonora        | b        |             | d̪~d              |         | ɡ     |
| Africada      | sorda         |          |             | ʦ                |         |       |
| Africada      | sonora        |          |             | ʣ                | dʑ~ʤ    |       |
| Fricativa     | sorda         |          | f           | s                | ʃ       |       |
| Fricativa     | sonora        |          | v           | z                |         |       |
| Vibrant mult. | Vibrant mult. |          |             | r                |         |       |
| Vibrant simp. | Vibrant simp. |          |             | ɾ                |         |       |
| Aproximant    | Aproximant    |          |             |                  | j       | w     |
| Lateral       | Lateral       |          |             | l                | ʎ, jl   |       |

#### Laterals
Es creu que el català medieval hauria tingut dos fonemes laterals palatals diferents. El primer, /ʎ/, s'escrivia simplement com <ll> o bé  <l> i ha romàs sense canvis en la major part de dialectes fins avui en dia. El segon, reconstruït com /*jʎ/, prové dels grups llatins C'L, G'L, LI, LI, i va ser escrit com <yl> o com <il>. Aquest últim so mai apareixia en posició inicial i històricament va convergir amb el resultat de /ʎ/ en la major part de dialectes, o com a /j/ en els dialectes amb iodització.
Començant en alguns indrets al segle ix i estès per la resta del territori cap al segle xii, moltes /l/ inicials van arribar a articular-se com /ʎ/, encara que en l'escriptura van continuar escrivint-se com a <l> fins al segle xv.

#### Labiodentals
Els sons /b/ i /v/ van començar a confondre's en alguns dialectes cap al segle xiv, en un procés anomenat betacisme. Actualment, la distinció /b/-/v/ es manté només al País Valencià, les Illes Balears i les Terres de l'Ebre.

### Vocals

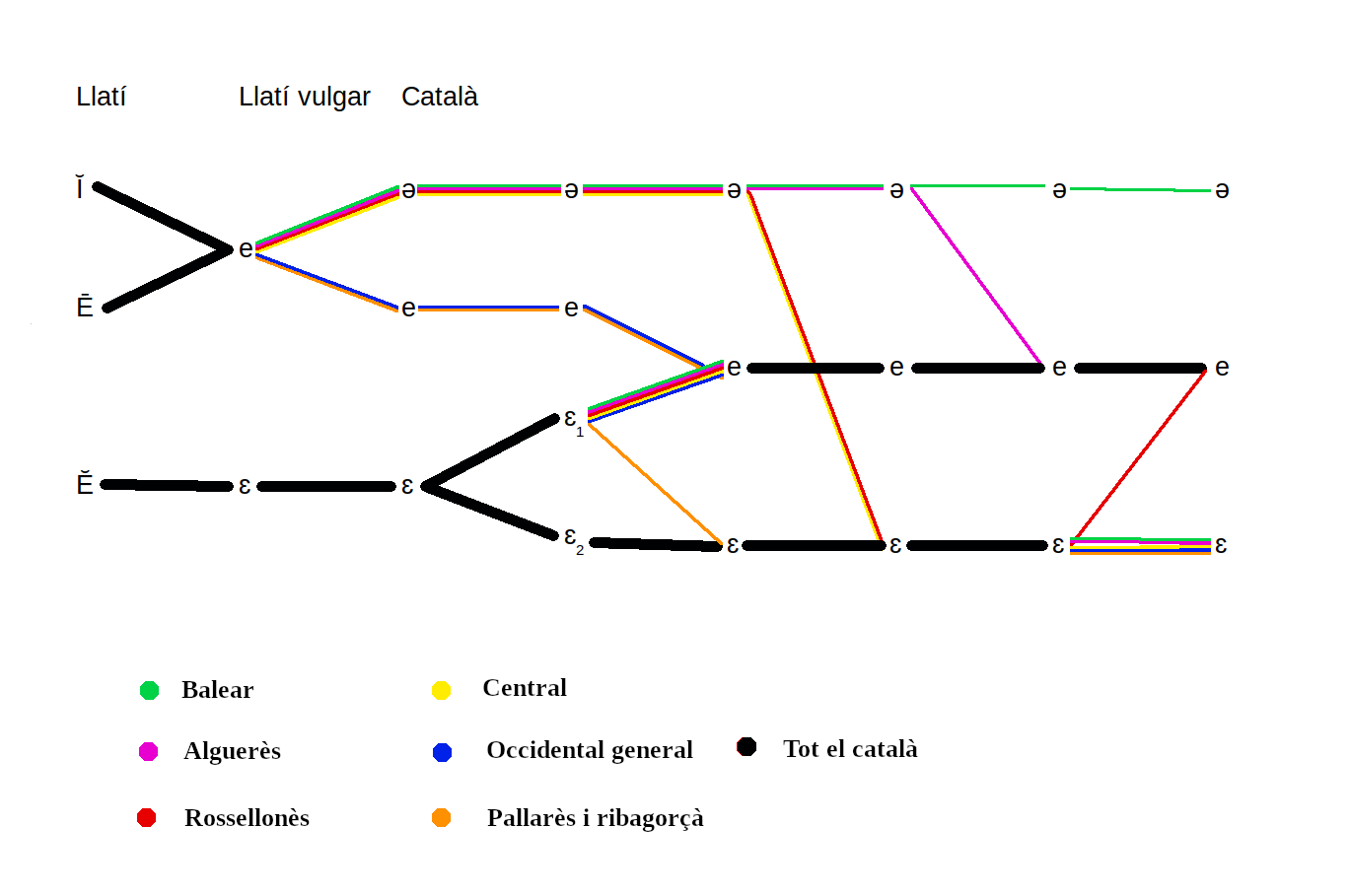
Evolució de la e en català

El sistema vocàlic del català medieval difereix del modern català de Catalunya, encara que es manté en algunes varietats de Balears. Està format per les següents unitats.
|             | Anterior | Central | Posterior |
| ----------- | -------- | ------- | --------- |
| Tancada     | i        |         | u         |
| Semitancada | e        | ə       | o         |
| Semioberta  | ɛ        | ə       | ɔ         |
| Oberta      | a        | a       | a         |
Aquest sistema és similar al del proto-romanç, excepte pel fet que la /e/ del proto-romanç es va centralitzar en /ǝ/, i posteriorment la /ɛ/ del proto-romanç es va tancar en /e/. En català central modern, la /ǝ/ tònica s'ha avançat en /ɛ/, i així s'ha invertit la distribució original del proto-romanç: /e/ > /ǝ/ > /ɛ/ contra /ɛ/ > /e/ > /e/. Aquesta és la raó per la qual les e obertes i tancades del català segueixen la distribució oposada a les del portuguès i l'italià. Les varietats baleàriques encara mantenen les /ǝ/ tòniques en les mateixes posicions que les tenia el català medieval.
S'assumeix en general que durant el període preliterari totes les varietats de català es caracteritzaven per una realització neutralitzada de les vocals pretòniques (d'una manera similar al que es troba encara en occità modern). Cap al segle xiii, la /a/ i la /e/ pretònica als dialectes orientals van començar a ser confoses en l'escriptura. En aquests dialectes, la confusió es va generalitzar a tots els casos de /a/ i /e/ àtones, procés que es considera es va enllestir cap al segle xv.
El diftong AI, o EI posteriorment, es manté en comptes de la simplificació en E en català modern: mais per més, feit per fet.
El diftong OU es manté en lloc de l'evolució EU del català modern: vou per veu, crou per creu.

## Ortografia
L'ortografia actual del català es basa àmpliament en la praxi medieval, no obstant això, algunes pronunciacions han canviat:
- L'accent ortogràfic i la dièresi s'empraven molt rarament.
- La "c" davant de /e/, /i/; la "ç" i la "z" s'articulaven com /ʦ/, en comptes de les modernes /s/ o /z/.
- La grafia "ch" al final de la paraula s'usava per a /k/ en lloc de la grafia moderna "c". Així la forma moderna amic s'escrivia amich. Aquesta convenció es va mantenir fins a principis del segle xx, i és la raó per la qual molts cognoms acabats en -ch es pronuncien amb /k/ final.
- El fonema /jl/ s'escrivia "yl" o "il". En la llengua moderna, aquest so ha passat a pronunciar-se /ʎ/ o /j/ depenent del dialecte. Modernament s'usa la grafia "ll" per als descendents d'aquest so. Així la forma moderna mirall s'escrivia com mirail o mirayl, del llatí miraculus.

## El català preliterari

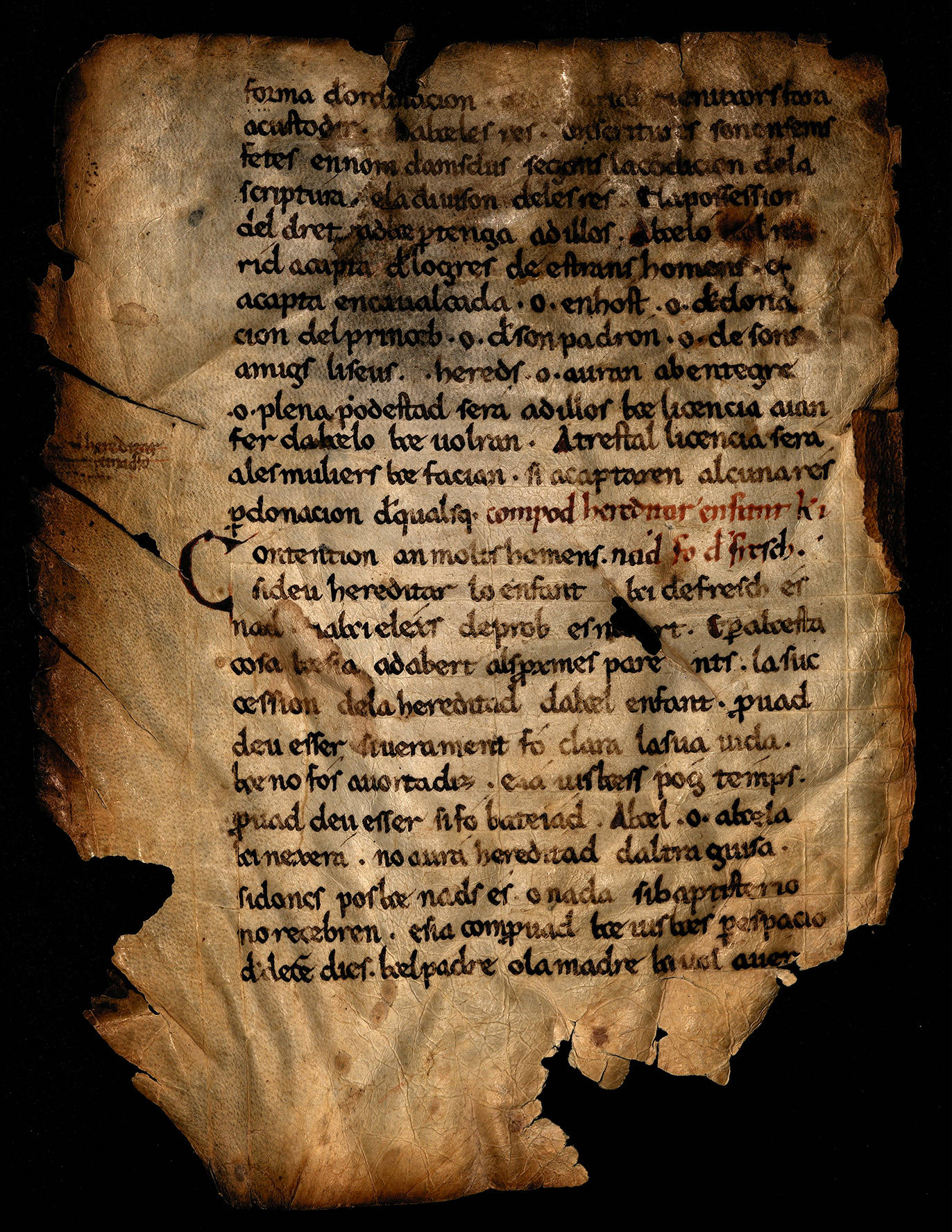
Fragment de la versió catalana del Liber iudicum, 1060-1080, conservat a l'Arxiu del Bisbat d'Urgell, ms. 185, i copiat a Organyà pel prevere Traver Radolf. El llibre més antic totalment escrit en català

S'han vist els primers indicis de la formació del català en paraules i expressions llatines emprades al segle iv per Pacià de Barcelona en les quals s'allunyen molt del llatí clàssic. D'una gran formació acadèmica, Pacià de Barcelona fa servir termes en proto-català com ceruulus 'cérvol' o subinde 'sovint' o utilitza l'expressió si te placet per 'si et plau', entre moltes d'altres.
Tanmateix els primers textos escrits de manera continuada en català no són anteriors al segle ix. De primer, el català sols es manifesta en mots aïllats. Després, ja al segle xi, que és el de l’arrencada ferma de la catalanització de l’escriptura, en frases curtes i en textos llargs, dins encara del predomini estadístic d’una major abundància de textos llatins. Però, en aquesta centúria, en els actes jurídics més usuals, els textos documentals esdevenen una mena de plantilla formulària, general i estereotipada, escrita en llatí, però amb les parts substancials del text redactades en un llenguatge ben arromançat, alguna vegada ja totalment català. Vegem, per exemple, una compravenda escrita pel sacerdot Ermengod d'Organyà el 23 d’abril de 1074 o una donació per motius espirituals
feta a l’església de Santa Maria d'Organyà escrita pel sacerdot Oromir el 21 de desembre de 1092.
Però, també del segle xi és la resta del primer llibre escrit totalment en català: el Llibre Jutge, la traducció d'una versió abreujada del Liber iudicum, transmissor de les lleis godes recopilades a mitjan segle VII. Aquesta traducció, que degué fer-se en el primer terç del segle xi possiblement per un conjunt de jutges sota la direcció de Ponç Bonfill Marc, jutge i canonge de Barcelona, s'ha conservat sols en dos folis: un custodiat a l'Arxiu Capitular d'Urgell, a la Seu d'Urgell, copiat entre els anys 1060-1080, per Traver Radolf, capellà de Santa Maria d'Organyà, i l'altre conservat a la Biblioteca de Montserrat, però copiat vers els anys 1220-1230, per tant d'uns anys molt propers als de la còpia de les Homilies d'Organyà.
Pel que fa als documents de naturalesa jurídica escrits en català i del mateix segle xi es pot ressaltar el model d'un jurament de fidelitat d'entre els anys 1031 i 1035, conservat a l'Arxiu Municipal de Caldes de Montbui o el Jurament de Radulf Oriol de vers 1045. Alba Guibert de Vic es l'únic exemple conegut d'una dona escrivana professional catalana de l'Alta edat mitjana. El 16 d'abril de 1044 posà per escrit una compra pròpia, per a ella i el seu marit, en llatí i amb la presència de catalanismes ('coma', 'era', 'casals', 'puio').

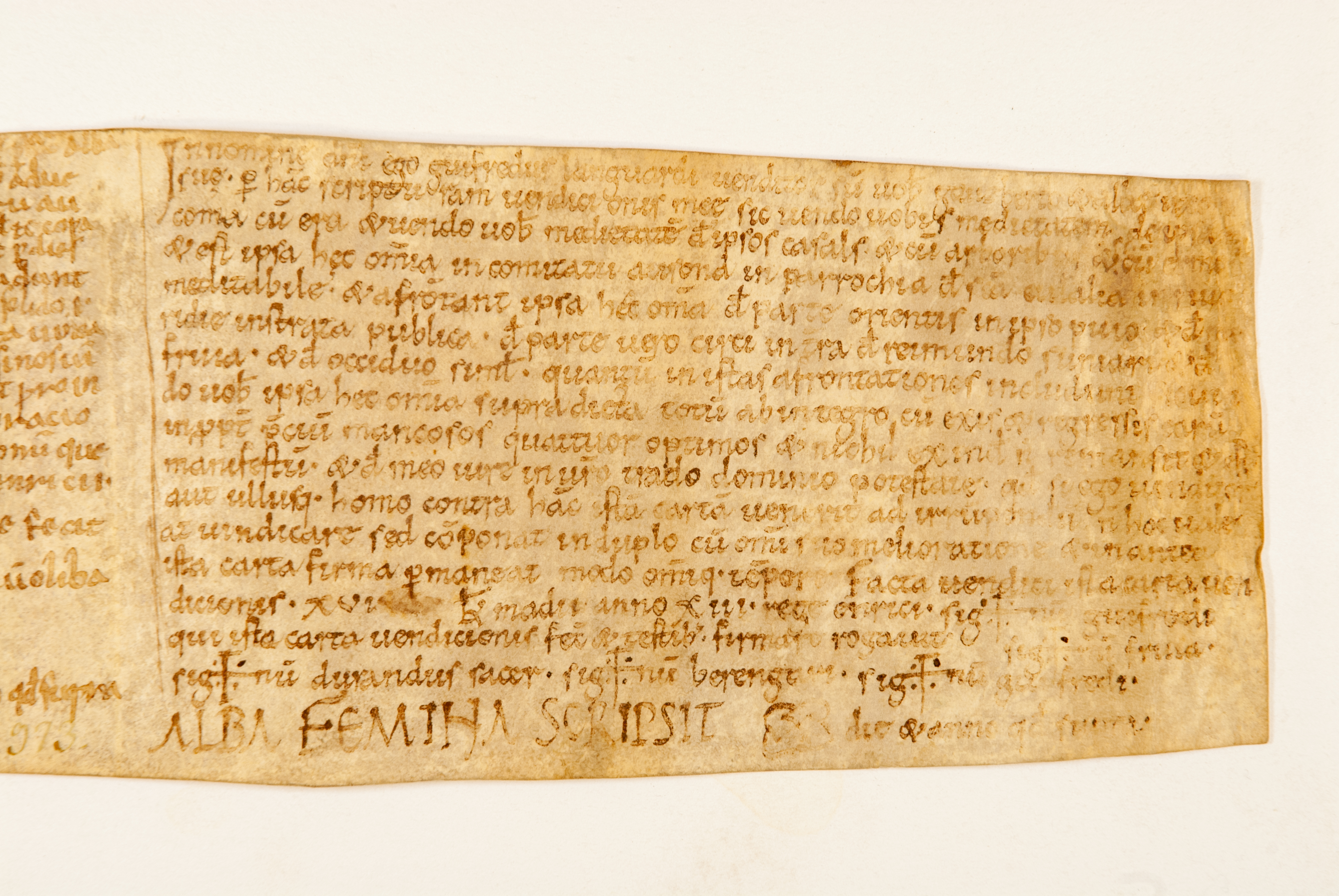
Alba Guibert de Vic és l'únic exemple conegut d'una dona escrivana professional catalana de l'alta edat mitjana

D'entre els escriptors catalans d'aquest període destaquen una trentena de noms, entre els quals: Ponç Bonfill Marc, canonge i jutge de Barcelona (actiu 1000-1025), Isnard, abat de Santa Maria d'Alaó (actiu 1050-1057), Traver Radolf, capellà de Santa Maria d'Organyà (actiu 1066-1084), Pere Jofre, sagristà de Santa Maria d'Organyà (actiu 1103-1123), Ramon de Cabó, sotsdiaca i futur prevere (actiu 1093-1137), Martí, escrivà de Cervera (actiu 1150), Pere, prevere de l'Espluga de Francolí (actiu 1150), Pere, prevere de Camarasa (actiu 1171), Pere Redell de Barcelona (actiu 1191), Guillem Renard (actiu 1200-1201), Bonnat, escrivà de Ferrer, notari de Pere el Catòlic (actiu 1210- 1212) o Pere de Molins, prevere (actiu 1241).

## L'esplendor medieval

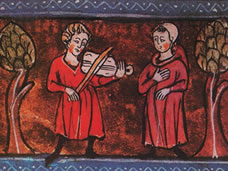
Trobador

Segle XII - primeria del segle xiii: L'època daurada dels trobadors.
L'època medieval la podem dividir en tres períodes clau:
Un primer període marcat per la literatura feudal. És l'època de l'art romànic i la situem a la fi del segle xii – començ del segle xiii. Època daurada de la literatura dels trobadors.
En segon lloc, apareix una literatura urbana, lligada a l'aparició de l'arquitectura d'estil gòtic i al creixement de les ciutats. Aquesta literatura la situem en el tombant de segle xiii al XIV.
En tercer lloc, arran de la pesta negra de 1348, i de les successives, apareix la gran crisi medieval del segle xiv i que desembocarà en el Renaixement.

### Societat feudal i expansió literària. S. XII – XIII
És una societat estamental. De bon primer, trobem una literatura de caràcter oral que posteriorment es posa per escrit, amb l'escriptura s'arriba a la sublimació de la literatura. La literatura medieval se centra en la sublimació del cavaller.
Amb els joglars (literatura oral), arriba la llengua vulgar a la literatura.
Es parteix de zero, per tant, cal crear gèneres. Durant aquest llarg període medieval apareix l'epopeia popular, la lírica culta i el roman (en el sentit primitiu del terme, és a dir, narrativa en vers).

#### La lírica dels trobadors

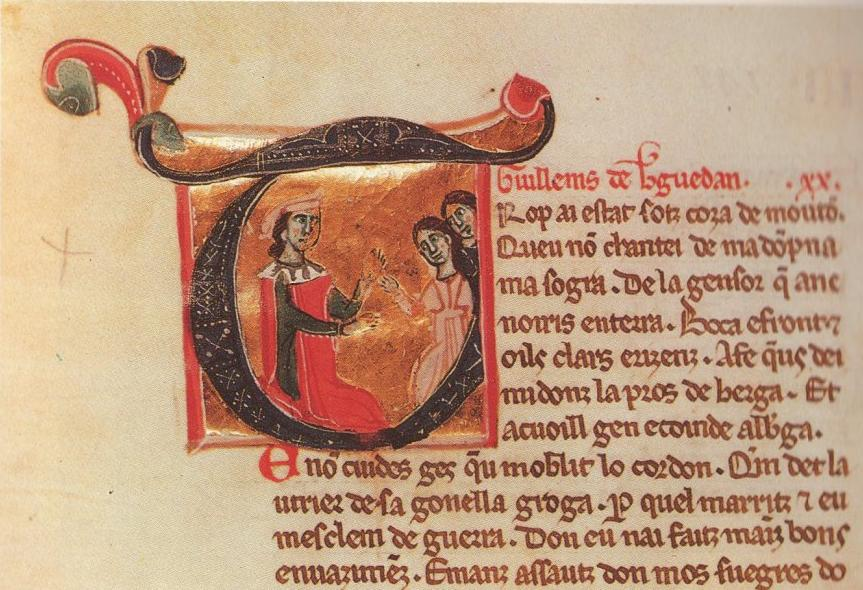
El trobador Guillem de Berguedà amb dues dames.

Es tracta de la primera lírica culta existent en llengua vulgar. És una obra de laics, per tant, amb els trobadors l'escriptura surt dels monestirs, el centre de cultura del segle xii i part del segle xiii seran els castells, al voltant dels nobles i senyors feudals. És una lírica que es canta (joglars), però també s'escriu, per tant, és una poesia culta. Actualment tenim documentat el nom d'uns 350 trobadors. La lírica dels trobadors domina tot el sentiment amorós fins a l'arribada del renaixement i el romanticisme al segle XIV. En aquesta poesia amorosa culta hi ha un gran refinament i una gran qualitat. Aquest refinament de la poesia amorosa i aquesta qualitat la podem observar actualment, també, amb, per exemple, El Poema de la rosa als llavis. La poesia dels trobadors és una poesia que no improvisa i en la qual l'error és sotmès a escarni. Es produeix un trencament de fronteres lingüístiques, ja que s'utilitza la llengua occitana, no pròpia dels territoris catalans, com a llengua d'aquesta lírica culta. Un exemple de la importància que va adquirir aquesta poesia culta és el fet que a la Divina Comèdia hi apareixen trobadors que parlen en occità, de fet, hi ha un corrent de crítics que afirmen que Dante hauria escrit tota la seva obra poètica en la llengua d'oc. Al segle XIII neixen les ciutats, les urbs, per tant, ja no hi ha castells i desapareix el marc social on es desenvolupa la lírica trobadoresca, per tant, el món trobadoresc entra en declivi.

#### La figura del trobador
El trobador és a la vegada músic i escriptor. La lírica trobadoresca és alhora musical i literària i es difon mitjançant el cant, per bé que la manera de cantar la poesia dels trobadors no té res a veure amb el cant gregorià: música de l'església, l'única música culta que s'havia difós fins llavors. La música dels trobadors és escampada pel joglar, que també anomenen ministrer (intèrpret). Els trobadors acostumen a tenir una certa cultura i poden pertànyer a diferents estaments, si bé normalment formen part de les classes altes, el fet de ser trobador pot servir com a ascensor social.
Es conserven les vides de més de cent trobadors. Les vides són textos en prosa que reconstrueixen la biografia dels trobadors, solen ser històriques i fidedignes, encara que n'existeix alguna de llegendària com la de Guillem de Berguedà: Llegenda del cor menjat. Les vides preparen el terreny per a la novel·la (no roman). En un dels contes del Decameró hi apareix la vida de Guillem de Rosselló (també conegut amb el nom de Guillem de Cabestany).

#### Els cançoners
En els cançoners hi apareix la feina del copista, però també la del miniaturista, això demostra que es tractava de literatura culta, dirigida a les classes altes, que eren aquelles que podien pagar aquestes cares edicions.
Sembla que, com a mínim durant el segle xii, aquesta lírica era certa (l'amor era verdader i la dama existia realment: ho corroboren la Llegenda del cor menjat sobre la mort de Guillem de Cabestany (per bé que llegendària segur que tenia algun fonament real, sembla que el trobador va desaparèixer; així com, la prohibició de l'església de llegir o escoltar aquest tipus de poesia). És a partir del segle xiii que sembla que es converteix en joc, cosa que es pot comprovar en els versos de Bernat de Ventadorn.
Un trobador té joglars al seu servei, però sovint el trobador es riu del joglar i li diu despectivament ministrer: intèrpret.

#### Les preceptives
La lírica trobadoresca té una preceptiva, segueix unes regles molt marcades. De fet és la primera lírica culta, però també és la primera lírica en vulgar que escriu unes preceptives, la primera és la de Ramon Vidal de Besalú, Las Rasós de Trobar. Es tracta d'una preceptiva que a més a més fa un recull de poesies, per tant, és també una antologia. No diferencia entre català i occità, per tant, roman el dubte de si els considera dos dialectes d'una mateixa llengua o dues llengües diferents que s'utilitzaven en contextos diferents.

#### Els temes
Sos hom = trobador (el seu jo), Meus dominus = dama (meva dama)
La convenció situa la trobada en època de Pasqua, per tant, trobem un “locus amoemus” situat en temps de primavera: hi apareixen ocells, verdor, una fontana...
Els trobadors no disposen de manifestos, però sí poètiques que marcaven la forma i els temes de la poesia trobadoresca.
Depenent del tema de la cobla, la forma estròfica rep un o altre nom.
L'amor: cançó.
Un sirventès servia per fer escarni d'algú. És un gènere lligat a la guerra i generalment servia per expressar l'odi i la calúmnia, tot i que hi ha sirventesos que canten a favor del senyor. Quan un trobador envia un sirventès a un altre trobador, aquest està obligat a tornar-n'hi un altre amb la mateixa rima, el mateix ritme i la mateixa melodia. Hi ha un subgènere que s'anomena ensenyament de joglar: són un conjunt de sirventesos que servien per riure's del joglar.
Hi havia també les danses i les balades que estaven vinculades al ball. Es produeix una alternança entre el solista que canta la cobla (sinònim d'estrofa) i el cor, el poble, que canta la tornada. Una dansa és una cobla de vuit versos. Els quatre finals coincideixen amb la rima de la tornada (que té quatre versos). És el mateix estrofisme que s'usava per als goigs religiosos i en la poesia popular (El virolai) [8a, 8b, 8b, 8c, 8d, 8d, 8e, 8d,// 8d, 8e, 8e, 8d].
Una balada no té tornada, sinó que té refrany, un o dos versos que es van repetint dins la mateixa cobla.
Viadera: només se'n conserva una de Cerverí de Girona.
Es pot dir que l'amor és un invent del segle xii. Finalment, es pot relacionar la lírica dels trobadors, amb l'evolució posterior de la literatura europea.
- Cançó de gesta: on el protagonista és un jove fort, valent i agosarat que té cavall, espasa i esposa.
- Lírica trobadoresca: el trobador no lluita.
- Romanç: prosa en vers. Hi apareix la síntesi entre el cavaller i el trobador. El protagonista és fort, valent i agosarat, però també dolç i refinat. Apareixeran els conflictes interns: a qui es deu fidelitat, al senyor o als sentiments.

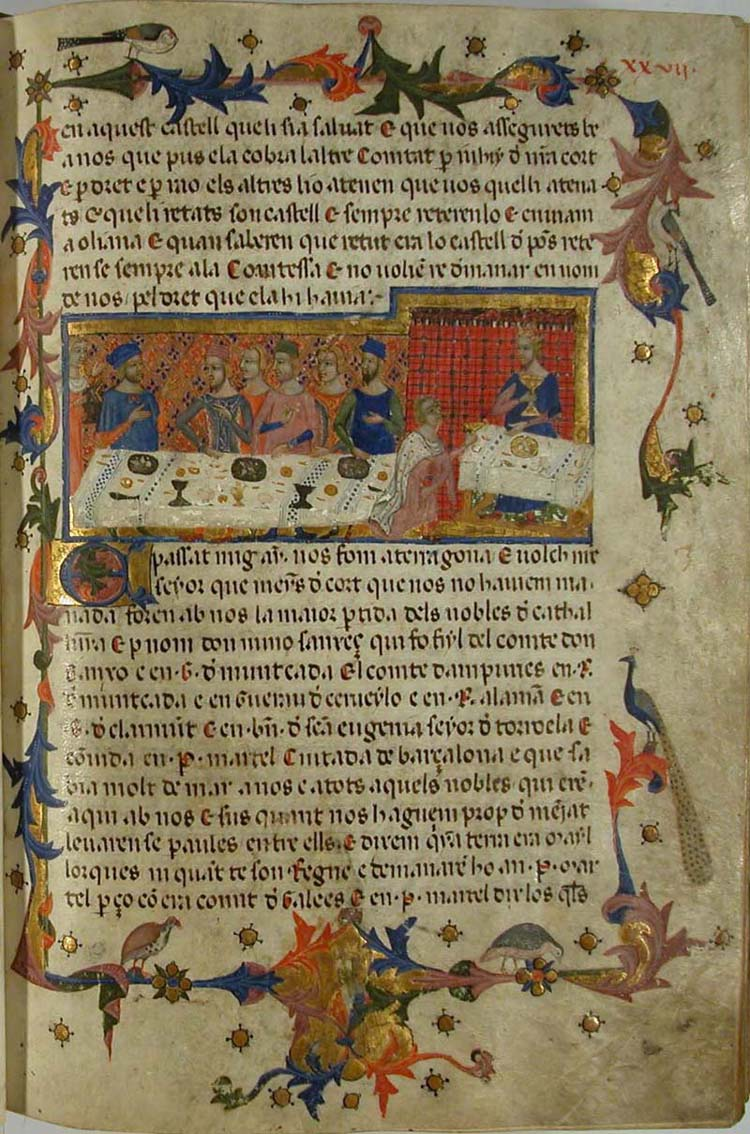
Llibre dels fets

### Segle XIII: les grans cròniques i Ramon Llull

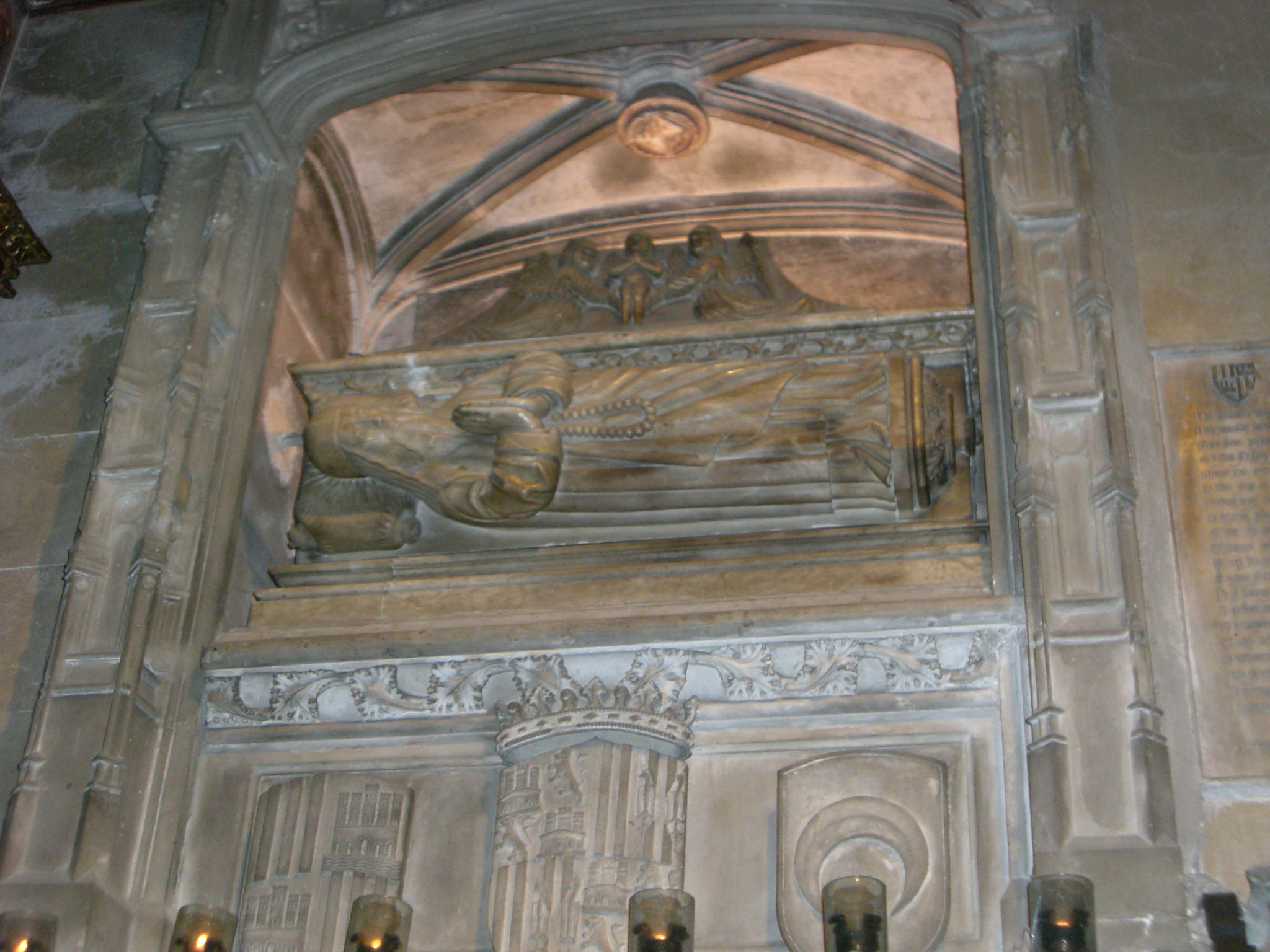
Sepulcre de Ramon Llull al convent de Sant Francesc de Palma

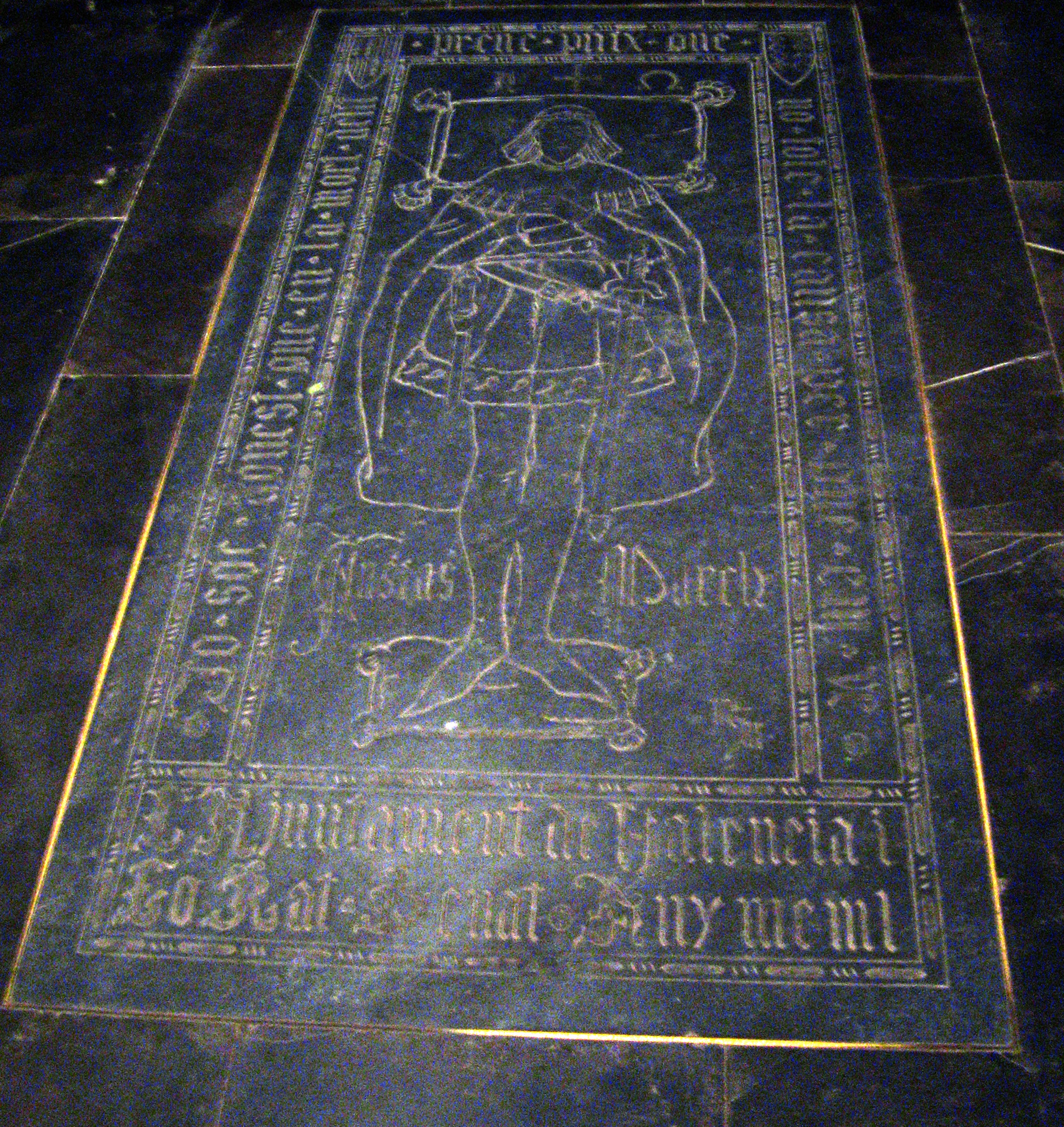
Tomba d'Ausiàs March a la Catedral de Santa Maria de València

Coetàniament a l'esplendor viscuda per la tradició trobadoresca en occità literari (destacablement tributària de l'obra confegida per autors catalans, com Guillem de Berguedà, Cerverí de Girona, Berenguer de Palol, Guillem de Cabestany o Guerau III de Cabrera) hem d'ubicar el desenvolupament de la prosa historiogràfica. En el decurs dels segles xiii i xiv, s'engendraren quatre cròniques en llengua catalana de més o menys discutible versemblança històrica: el Llibre dels Feits, dictat pel reconegut monarca Jaume I, institueix una extensa confessió força cromàtica; la Crònica de Bernat Desclot, elaborada a càrrec del cronista Bernat Desclot, contextualitza breument els regnats anteriors a Pere II el Gran per tal d'exposar amb acurada precisió els esdeveniments sorgits durant aquest; la Crònica de Ramon Muntaner, obra del mateix Ramon Muntaner, de caràcter majorment èpic, comprèn el període existent entre Jaume el Conqueridor i Alfons III; i, darrerament, la Crònica de Pere III, possiblement dictada pel rei mateix, argumenta el cúmul de ses empreses polítiques.
Ramon Llull és considerat unànimement el creador del català literari. El designi de la seva obra es fonamenta en una sòlida ambició cristiana; després d'haver patit una profunda crisi religiosa, Llull es determinà a difondre la fe cristiana sense treva. El conjunt de la seva vasta obra (prop de 250 títols escrits en català, llatí o àrab), així com la institució d'una escola destinada a la instrucció de missioners cristians, testimonien certament el deler que l'escriptor albergava quant a la difusió del cristianisme. La seva obra més coneguda és Fèlix o Llibre de meravelles. La repercussió de l'obra de Ramon Llull no constituí un fenomen exclusivament nacional; son treball (tant filosòfic com místic) fou àmpliament reconegut a nivell europeu.

### Segle XIV: l'humanisme
Els intensos i perllongats contactes comercials amb Itàlia feren de Catalunya un important focus de difusió del pensament humanista. Irrefutable exponent de tal fet n'és la constitució de la Cancelleria Reial, òrgan administratiu de la Corona d'Aragó organitzat a partir d'una extensa i tramada xarxa de funcionaris (escrivans, notaris i secretaris) als quals hom inquiria el domini de tres llengües específiques: el llatí (llengua d'abast europeu), l'aragonès i el català (ambdós idiomes oficials en el domini de la Corona).
L'obra de Bernat Metge ha d'ésser situada i compresa partint de l'ambició i la tasca de la Cancelleria Reial. Intel·lectual d'amplis coneixements, compongué una vasta obra en prosa, de la qual Lo somni (1399) n'institueix el punt culminant qualitativament.
Altrament, l'humanisme influí determinadament sobre la trajectòria d'escriptors cronològicament posteriors a Bernat Metge: Andreu Febrer (autor de la primera traducció de la Divina Comèdia), Pere March, Jaume Gassull, Bernat Fenollar, Bernat Hug de Rocabertí o Pere Torroella (alguns d'ells pertanyents a la generació del Segle d'or valencià) entre molts d'altres testifiquen esmentada afirmació.
En paral·lel al desenrotllament de la ideologia humanista, a Catalunya també adquiriren importància certes veus pertanyents als estaments religiosos. En aquest àmbit, sobresurten les trajectòries de Francesc Eiximenis, Sant Vicent Ferrer i Anselm Turmeda.

### Segle d'or valencià

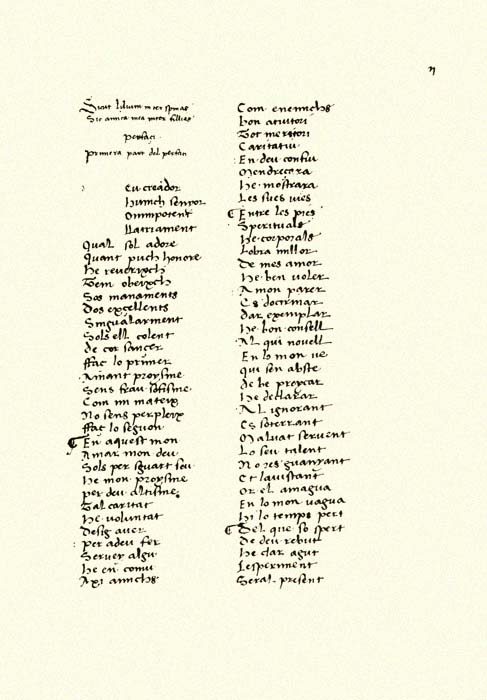
Manuscrit de L'Espill, de Jaume Roig

La problemàtica que es consumà arran de la defunció del rei Martí I el 1410 (procés que es culminà el 1412 amb el polèmic Compromís de Casp), juntament amb la guerra civil que assolà dissortadament el Principat a mitjan segle xv, afavoriren el trasllat del nucli intel·lectual de Catalunya a València.
Figures del nivell de Jordi de Sant Jordi, Gilabert de Próixita, Jaume Roig (Autor de L'espill o Llibre de les dones) o Joan Roís de Corella acrediten indubtablement la qualitat excepcional que la literatura elaborada a València durant el segle XV posseïa. L'apogeu de tal període s'assolí mercès l'obra lírica d'un dels poetes més magnificents de la literatura catalana: Ausiàs March; conjuntament amb la tasca (en àmbits narratius) de Joanot Martorell i la seva obra cabdal Tirant lo Blanch, considerada en gran manera un preàmbul importantíssim de la novel·la europea moderna. Nogensmenys, cal al·legar a la qualitat de l'obra elaborada per autors anteriorment al·ludits; Joan Roís de Corella, per exemple, fou un humanista notable que confegí obres de caràcter religiós, profà i filosòfic, entre les quals hom anhelaria d'exalçar la rellevància de sa Tragèdia de Caldesa, breu descripció en prosa referent a un desengany amorós.

## Història

### Conceptes
1. Substrat: influències lingüístiques que s'incorporen al llatí vulgar dels romans que es troben en el nostre territori i que provenen de les llengües que ja hi havia, anteriors a la romanització.
2. Superstrat: influències posteriors a la romanització que s'incorporen a la llengua catalana a partir de les invasions dels pobles germànics i àrabs.
3. Adstrat: aportacions lingüístiques de les llengües veïnes.

### L'origen del català

#### La realitat lingüística preromana dels Països Catalans

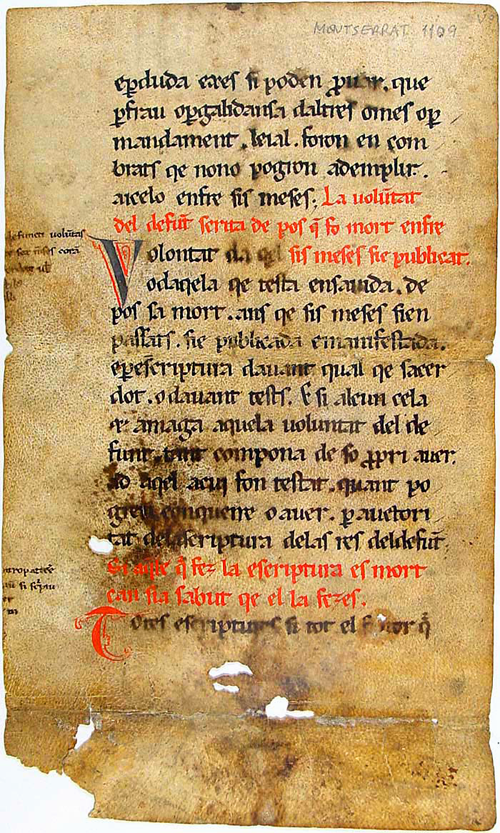
Es considera aquest fragment del Liber Iudiciorum, una compilació de dret visigot, el primer text escrit en llengua catalana derivat de l'original en llatí, cap a finals del.

Del 1000 al 218 aC, s'estableixen al territori que actualment es coneix com a Països Catalans diversos pobles que parlaven llengües diferents: els sorotaptes, els celtes, els fenicis, els grecs o els ibers. Aquestes són les llengües que conformen el substrat del català.
El 218 aC, en el marc de la Segona Guerra Púnica, els romans desembarquen a Empúries i ocupen l'actual territori de Catalunya.

#### La romanització i la substitució lingüística pel llatí

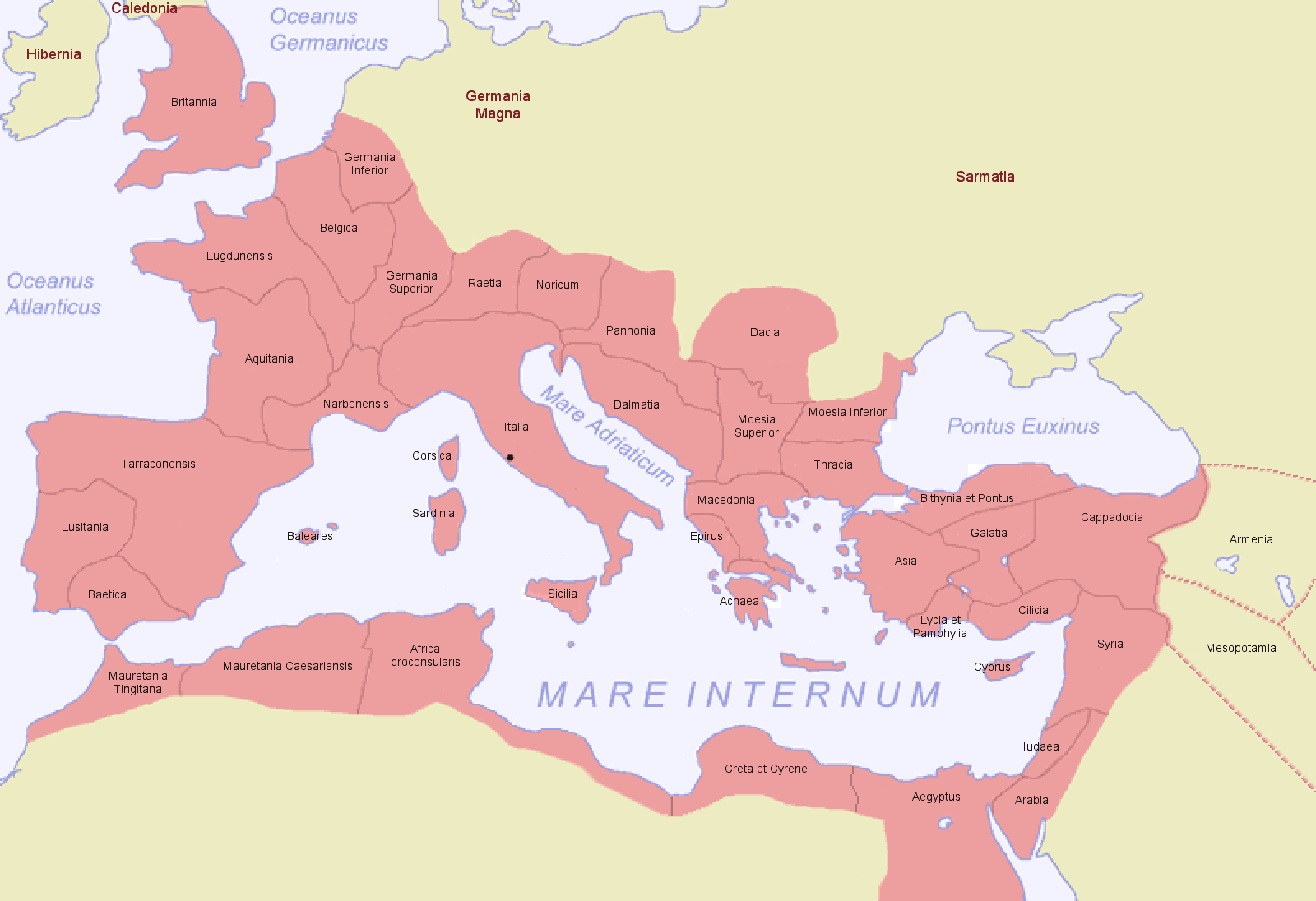
Mapa de l'Imperi Romà l'any 116 dC

Tot i haver desembarcat el 218 aC, la romanització del territori no començà fins al segle i aC, i el centre en fou Tarragona. Per "romanització", s'entén el procés d'implantació en el territori de la cultura, les lleis, els costums i la llengua de l'Imperi Romà, que era el llatí. No obstant això, la romanització de Catalunya no va ser uniforme, i hi hagué zones profundament romanitzades, com l'Empordà i la costa en general, al costat d'altres de romanització menys intensa, com la zona d'Olot i la zona de la Catalunya interior; la zona pirinenca occidental no es va romanitzar fins a l'edat mitjana i s'hi parlava una llengua amb basquismes, com indica la toponímia.
De mica en mica, es va produint un canvi lingüístic en aquests territoris, i després d'una etapa de bilingüisme entre el llatí i les llengües indígenes, el llatí s'acaba imposant. No obstant això, s'observa en el llatí parlat de cada territori particularitats fruit de la influència de les llengües indígenes que s'hi parlaven (substrat). D'aquesta manera, des d'un primer moment, hi ha diferències entre el llatí parlat a la península Ibèrica i el d'Itàlia. I encara, dins el llatí de la península també hi ha diferències (era diferent el llatí parlat en una zona del parlat en una altra). Els parlants, però, no tenien encara consciència d'aquestes diferències.

#### El llatí i la formació de la llengua catalana
L'Imperi Romà, al llarg del segle v dC, va començar a descompondre's, i també la unitat que representava el llatí, i aquest fet donà pas al naixement de les llengües romàniques, algunes de les quals són: el galaicoportuguès, el castellà, el català, l'occità, el francès, el sard, l'italià, el romanès i el retoromànic (al cantó suís dels Grisons).
El conjunt d'aquestes llengües, o el lloc on es parlen, és el que es coneix com a Romània. La Romània es divideix en dos blocs: 1) l'oriental (italià i romanès) i 2) l'occidental (portuguès, castellà, català, occità, francès, sard i retoromànic).

### El català preliterari

#### Les invasions germàniques

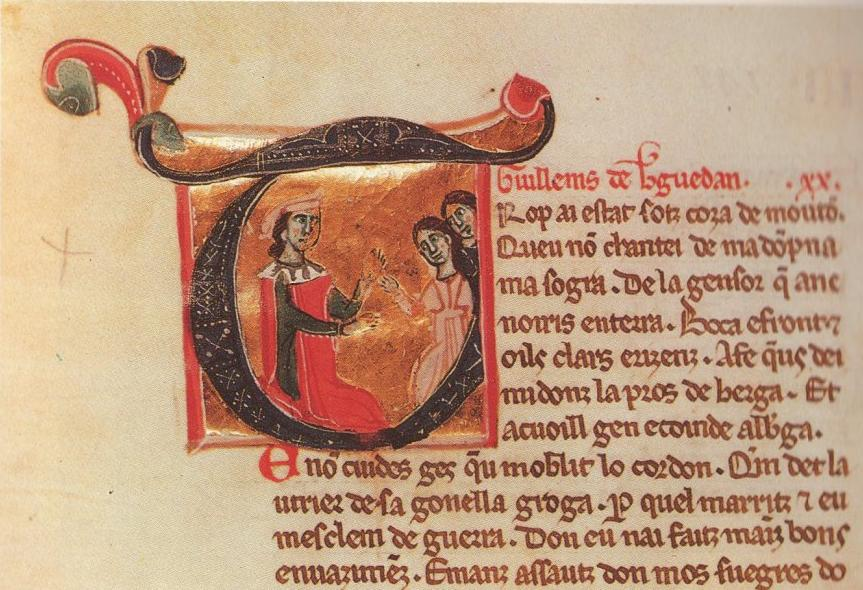
El trobador Guillem de Berguedà amb dues dames.

Aprofitant la decadència de l'Imperi Romà, els visigots començaren a ocupar territoris dominats fins aleshores pels romans. Això s'esdevingué entre els segles V, VI i vii dC. El llegat lingüístic d'aquestes invasions formarà part del superstrat de la llengua catalana. Durant aquest període, que comença amb l'arribada dels germànics a la península Ibèrica, el català es va anar desenvolupant com a llengua oral, apartant-se de l'estructura del llatí i anirà prenent préstecs lèxics tant de les llengües germàniques com de l'àrab. El català pre-literari (de vegades anomenat proto-català) era una llengua molt propera a l'occità, juntament amb les varietats del qual forma les llengües occitanoromàniques.

#### La invasió musulmana

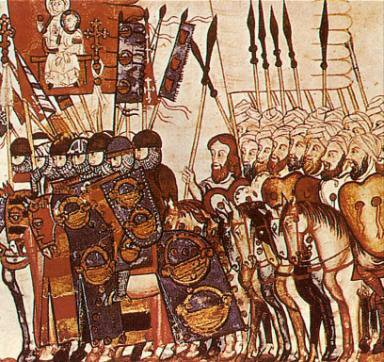
La Reconquesta peninsular

Al segle viii, es produeix la invasió musulmana de tota la Península. Aviat, però, els carolingis van emprendre un projecte de conquesta per a assegurar-se una zona de seguretat davant l'imparable avanç musulmà. Així nasqueren tot un seguit de comtats i la conquesta arribà fins a Barcelona (801), comprenent els territoris que es coneixen com a Catalunya Vella. La conquesta dels territoris del sud de Catalunya, la Catalunya Nova, es va fer esperar fins al segle xii.
La influència de les llengües germàniques i de l'àrab damunt del romanç que es parlava en aquests territoris influí de manera diferent: l'àrab tingué molta més incidència en el català parlat a la Catalunya Nova, sota domini musulmà durant molts anys, que no pas en el de la Catalunya Vella, on la influència del superstrat àrab fou més minsa.

### La formació de la llengua literària

#### La consciència de diferenciació lingüística llatí/català

Mapa cronològic que mostra l'evolució territorial de les llengües del sud-oest d'Europa, entre les quals apareix el català.

Durant aquest període, assistim als grans canvis que es produeixen en el llatí vulgar i que propicien la formació de les llengües romàniques. Gràcies a l'esforç de Carlemany, es produí dins l'Imperi Carolingi, del qual formava part la Marca Hispànica, una renaixença intel·lectual (la Renovatio carolingea) que promovia el renaixement de la cultura llatina cristiana. Per fer-ho efectiu, es proposà el restabliment del llatí culte.
El resultat d'aquest intent va ser que la immensa majoria de la gent no entenia el que li deien, i va començar a prendre consciència que aquell llatí que es creien que parlaven havia evolucionat fins al punt de convertir-se en una llengua completament diferent. Dissortadament, i encara que es pensa que la llengua catalana va seguir una evolució paral·lela a la de la resta de les llengües romàniques, la documentació que n'ha perviscut no és pas directa, i no explicita la consciència de diferenciació entre el llatí i el primitiu romanç català.
Per diversos indicis, però, podem afirmar que el català ja era parlat en aquest racó de la península cap al segle viii dC. És a dir, el llatí parlat aquí des dels primers segles de la nostra era havia evolucionat prou com per diferenciar-se de la llengua vulgar de Roma i ser notablement diferent. Això no obstant, els documents de l'època són escrits en llatí (força degradat i en alguns aspectes proper al català).

#### Els primers testimonis de català escrit

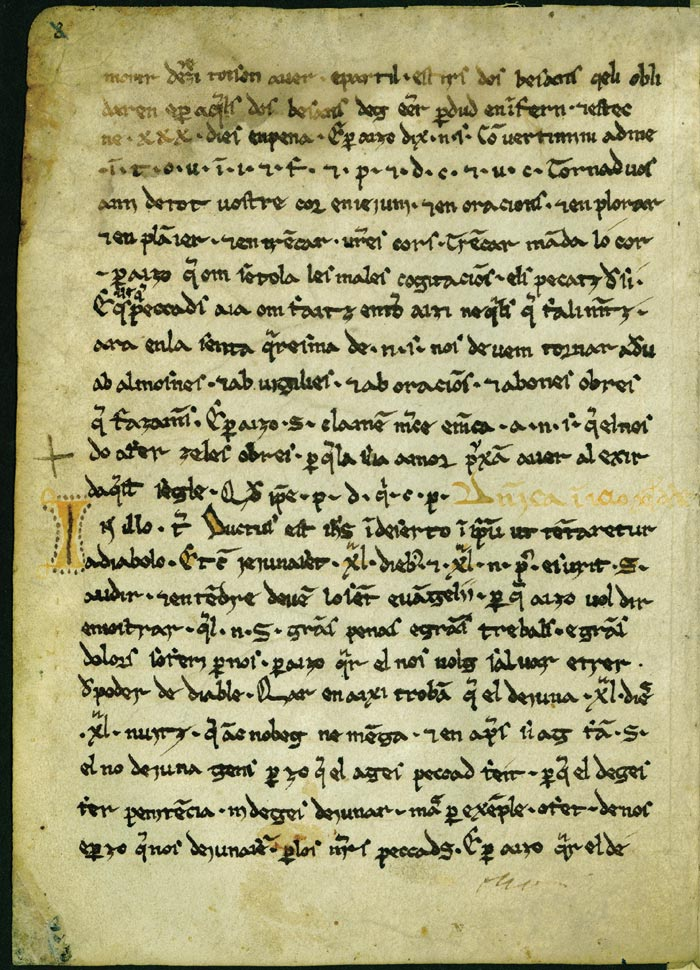
Les Homilies d'Organyà

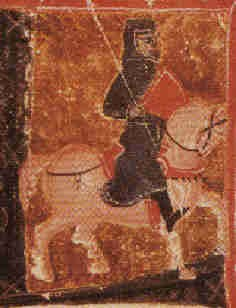
El trobador Bertran de Born

Les paraules i construccions catalanes en documents quotidians com testaments, actes o vendes s'observen al segle ix. Aquest fet indica que la llengua oral de qui redactava l'escrit era ben diferent d'aquella en què s'escrivia. A finals del segle ix, es comencen a trobar algunes mostres de trets típics del català enmig de textos en llatí. Per exemple, en l'acta de consagració de la catedral d'Urgell redactada al darrer terç del segle ix, apareix el nom de “Palomera” en llatí Palumbaria. En un altre text, aquest ja de principis del segle xi, apareix enmig d'un text llatí, del 1034, el nom de set arbres fruiters en català:
| « | morers III et oliver I et noguer I et pomer I et amendolers IIII et pruners et figuers... | » |

Aquest mateix segle, es produeix una decisió important per a les llengües romàniques: l'Església decidia en el concili de Tours que calia traduir les homilies in rusticam Romanam lingua per tal que els feligresos entenguessin alguna cosa de la Paraula. La denominació del català pre-literari entra en joc, i s'entén que és el català oral que devia servir de vehicle de comunicació entre els habitants de la part nord-est del Principat, ençà i dellà dels Pirineus, des de mitjans del segle vii.
Els primers documents feudals escrits íntegrament en català es troben en el segle xi. Entre els textos més antics que es conserven totalment en català, hi ha el Jurament de Radulf Oriol, escrit entre 1028 i 1047 i els Greuges de Caboet, escrit entre 1080 i 1095. Del 1098, data el Jurament de Pau i Treva del comte Pere Ramon de Pallars Jussà al bisbe d'Urgell.
El segle xii trobem altres documents feudals com els Greuges dels homes de Sant Pere de Graudescales i els Greuges dels Homes d'Hostafrancs de Sió, que com els Greuges de Caboet, procedeixen de l'àrea antiga del bisbat d'Urgell. Al mateix segle, sorgeixen les primeres traduccions o adaptacions d'origen jurídic, com el Liber iudiciorum (Llibre Jutge o Llibre dels judicis), la més antiga es conserva a l'Arxiu Capitular d'Urgell, a la Seu d'Urgell, i data de la primera meitat del segle xii, paleogràficament i lingüísticament.; una altra que data paleogràficament de finals del segle xii, conservat a la Biblioteca de l'Abadia de Montserrat, i es creu que és una còpia d'una traducció de mitjans del segle xii.
A finals del segle xii o principis del segle xiii, sorgeixen les Homilies d'Organyà (comentari en català d'uns passatges de l'Evangeli, escrits en llatí), considerat el primer text literari escrit originàriament en català, ja que els anteriors citats no són considerats literaris, i és una col·lecció de sermons conservada en aquesta població. Tant el Forum com les Homilies s'havien considerat tradicionalment els primers textos en català.
Tot i que és anterior, la Cançó de Santa Fe, escrita entre 1054 i 1076, no rep la consideració de ser el primer text literari en català perquè hi ha dubtes sobre si el text és en català o occità. Es tracta d'una hagiografia de Santa Fe d'Agen contada en 593 versos octosil·làbics, dividida en un nombre variable de cobles consonants segons les versions (de 41 a 55).

#### Una llengua per al dret i el comerç

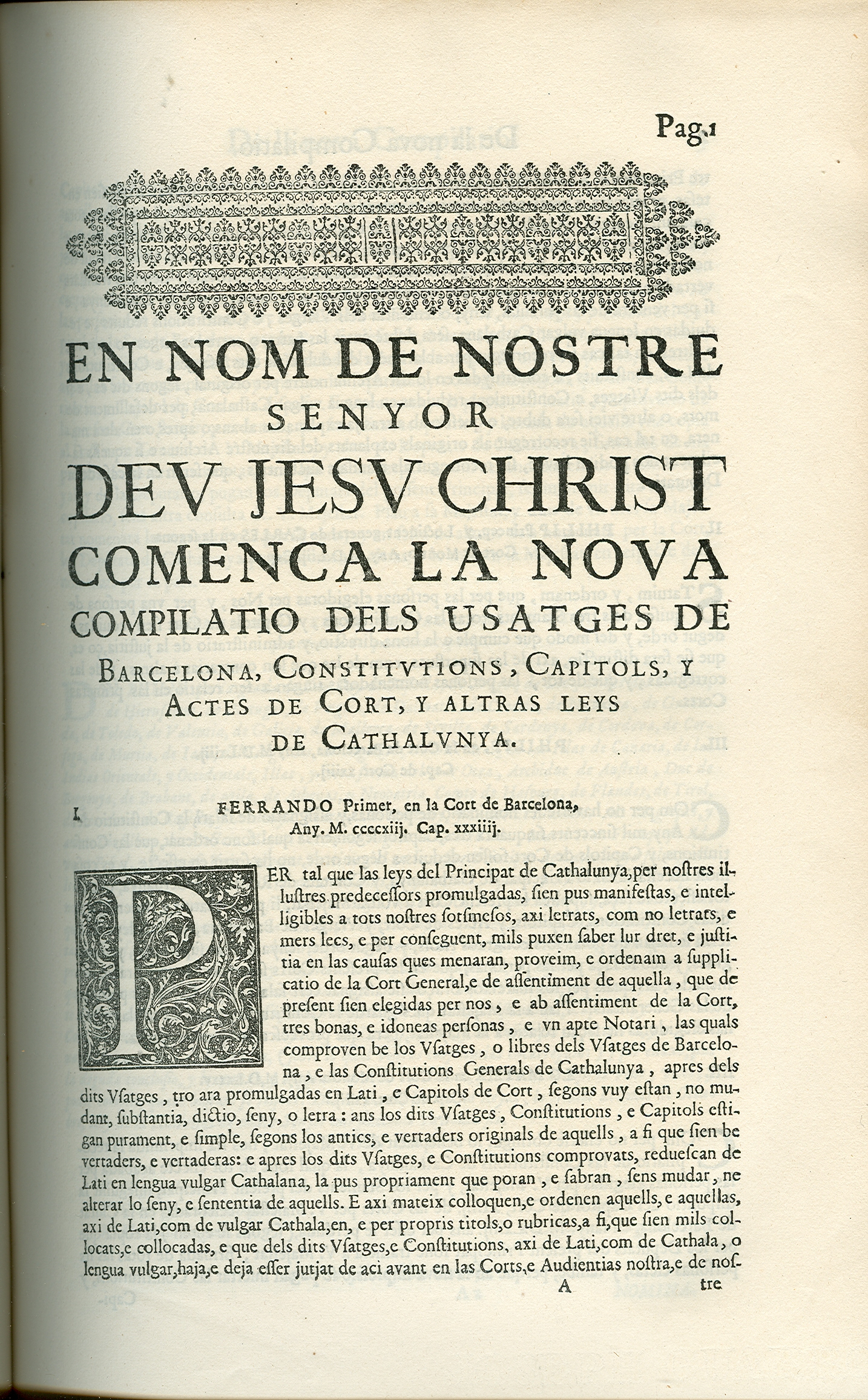
Compilació dels Usatges de Barcelona, i de les Constitucions catalanes, Capítols, Actes de cort i altres Lleis de Catalunya de les Corts de Barcelona (1413) (edició impresa).

A principis del segle xiii, ja sovintegen els textos en català. Es tracta de textos jurídics i comercials. Catalunya, sota l'hegemonia del casal dels comtes de Barcelona, anava adquirint fesomia pròpia i independent i, al mateix temps, s'anava vertebrant: les ciutats creixien i la vida comercial esdevenia un dels eixos de la vida econòmica. En aquest context, els pactes feudals o les lleis franques esdevenien inadequades i era necessari adaptar-les a la nova situació.
Entre els textos jurídics, cal destacar els Usatges de Barcelona (originàriament escrits en llatí, però en tenim una traducció catalana de la segona meitat del xiii). A València, i responent a la necessitat d'organitzar jurídicament el territori acabat de conquerir, va aparèixer un text de gran importància jurídica i lingüística: els Furs de València (en llatí el 1261 i traduïts al català tot seguit). Es tracta d'un tractat jurídic que estableix els costums i lleis per a la regulació quotidiana. Igualment, és de la segona meitat del segle xiii el llibre Costums de Tortosa, codi de dret.

#### L'aparició de la prosa literària. Ramon Llull

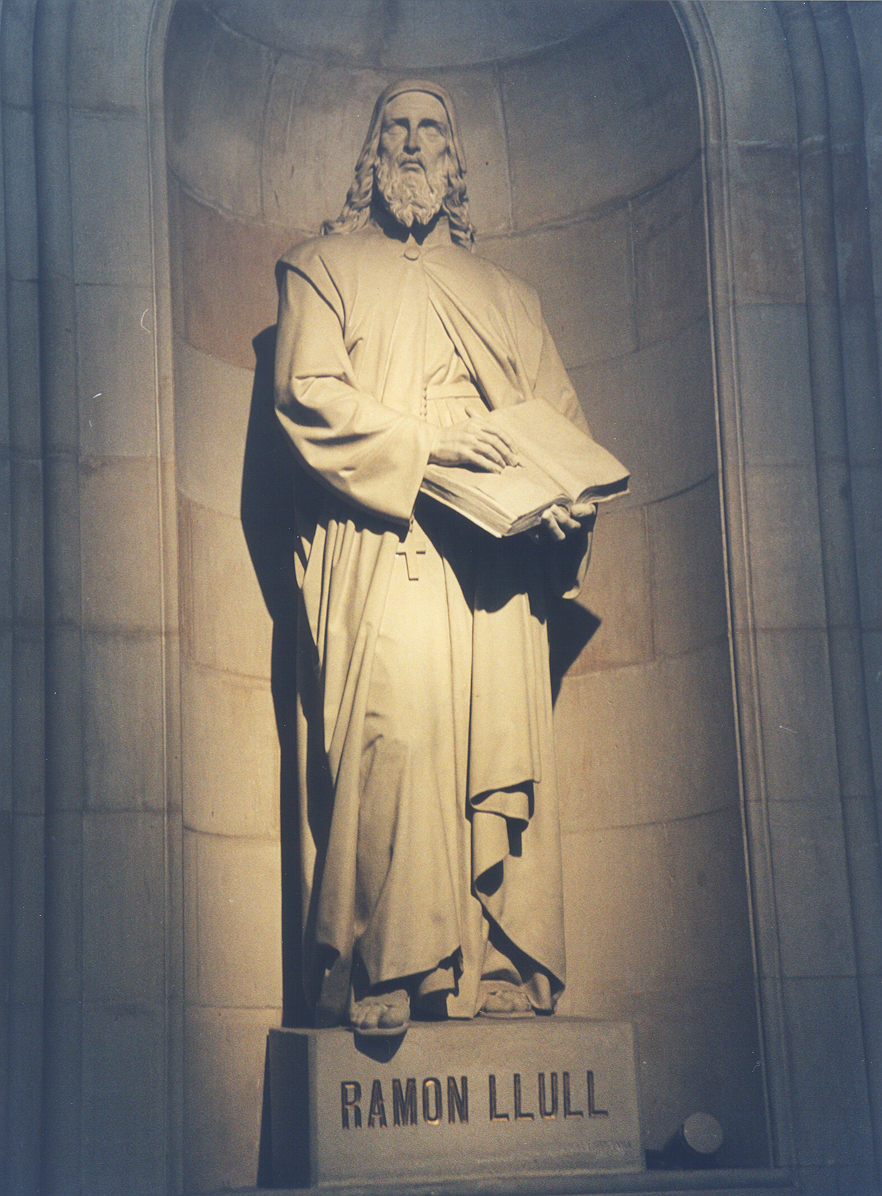
Estàtua de Ramon Llull al vestíbul de la Universitat de Barcelona.

Ramon Llull (Mallorca 1232-1315) és el creador de la prosa literària en llengua catalana. És el primer escriptor europeu que utilitza una llengua romànica popular per a tractar sobre temes que fins llavors eren reservats al llatí: filosofia, ciència, etc. Això ho va fer per no reduir la seva obra al camp de la gent que coneixia llatí.
Llull, però, no va partir de zero. Hi havia obres anteriors en català i contemporànies, però cap d'aquestes té la seva qualitat i importància. Entre les seves obres destaquen: el Llibre de contemplació en Déu, El Blanquerna, el Llibre d'Amic e Amat, el Llibre de l'orde de cavalleria, etc.

#### La historiografia. Les quatre grans cròniques
A mitjan segle xii, al costat de les cròniques llatines de caràcter erudit i monacal, apareixen a Catalunya unes cròniques de tipus popular per a ser memoritzades i recitades. Destaquen en català les denominades quatre grans cròniques: la de Jaume I, la de Bernat Desclot, la de Ramon Muntaner i la de Pere el Cerimoniós. Es caracteritzen pel fet d'historiar esdeveniments contemporanis o bé immediatament anteriors (la història catalana dels segles xiii-xiv).
Les quatre grans cròniques representen la maduresa definitiva de la prosa catalana iniciada amb Ramon Llull, i des d'un punt de vista ideològic s'entrelluca en totes aquestes un sentiment patriòtic i nacionalista desconegut en la literatura anterior.

#### L'expansió peninsular i mediterrània

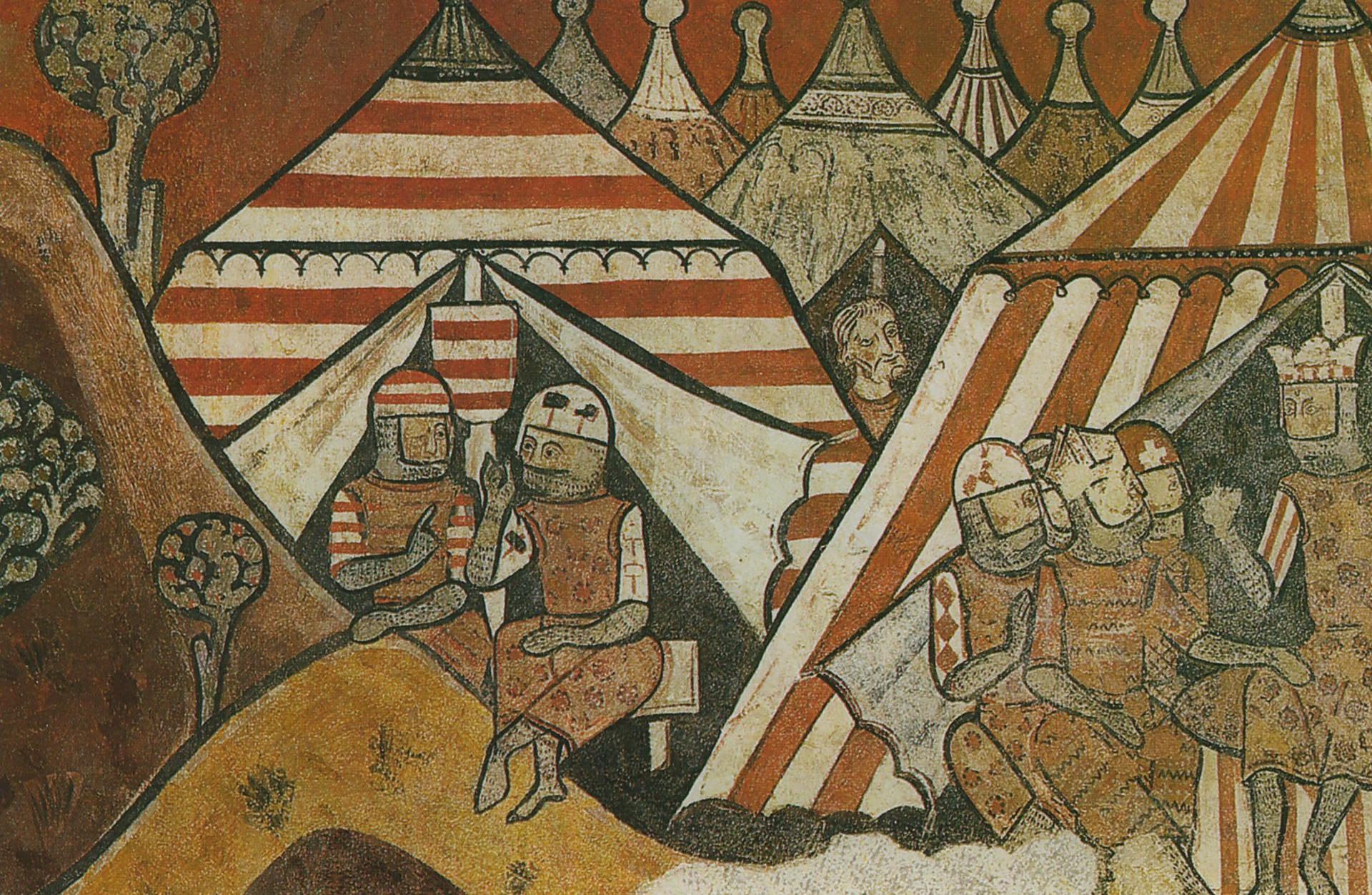
La conquesta de Mallorca

L'elaboració de les quatre grans cròniques s'ha de relacionar amb l'expansió de la Corona d'Aragó més enllà de les seves fronteres. A la Península, Jaume I el Conqueridor fou un dels impulsors de la conquesta. En destaquen la conquesta de Mallorca, el 1229 (repoblada per gent de l'Empordà i la Catalunya Vella), València, durant el període 1233-1245 (els nuclis urbans i costaners foren repoblats per catalans i les terres de l'interior per aragonesos, aragonesoparlants, cosa que explica la formació de dues àrees idiomàtiques al País Valencià), Sicília, el 1282, Sardenya, el 1327 (sobretot la ciutat de l'Alguer, repoblada totalment per catalans) i finalment Grècia i Neopàtria, a inicis del XIV.
En alguns territoris, com les Balears i València, arrelà el català. En d'altres com l'Alguer, s'ha conservat amb dificultats. I en llocs com Grècia, el català no hi aconseguí arrelar.

#### La llengua de la poesia

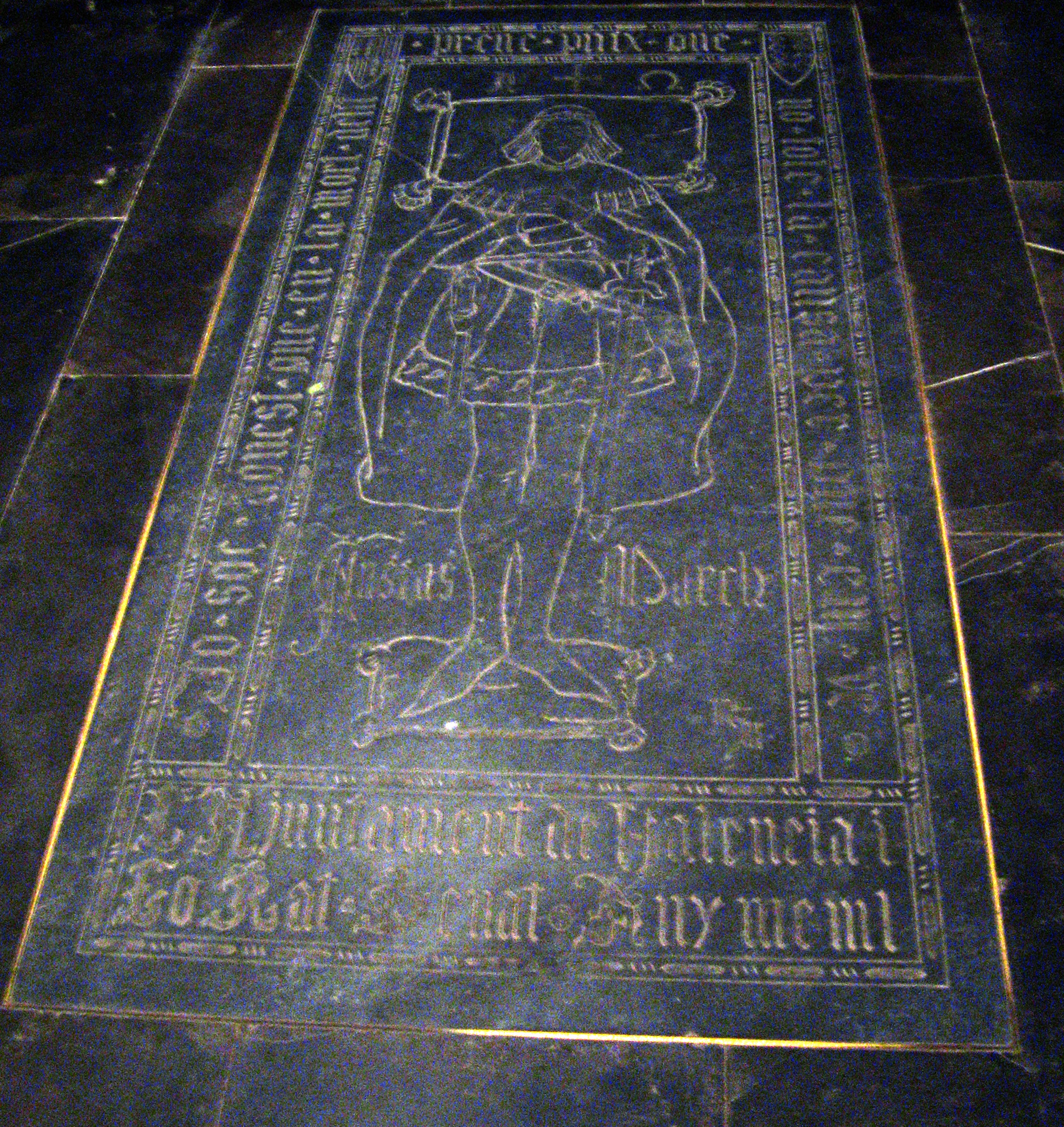
Tomba d'Ausiàs March a la Catedral de València

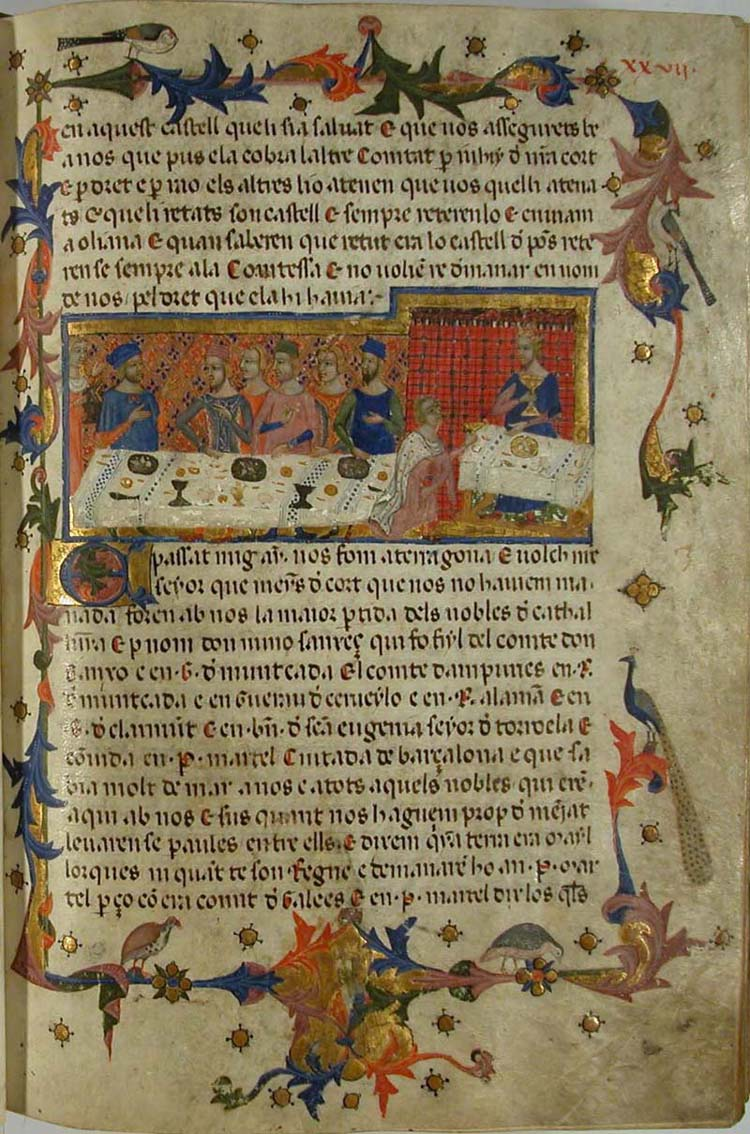
Llibre dels Fets

Fins que, al segle xv, Ausiàs March va començar a escriure poesia sense occitanismes, la llengua en què s'escrivia la poesia a la Corona d'Aragó era l'occità, però no era una forma d'occità de cap localització geogràfica concreta: era una llengua koiné literària, sovint artificial, comuna de totes les corts occitanes. El món català i l'occità, durant els segles xii i xiii, estaven molt relacionats. Si actualment el català i l'occità són dues llengües molt semblants, en aquella època ho eren molt més i, per tant, els poetes catalans no devien tenir gaires dificultats per escriure en occità.
La batalla de Muret (1213) va significar l'inici de la decadència de la societat occitana i la seva llengua. Tot i així, des de Catalunya sorgiren iniciatives que allargaren la vida de l'occità com a llengua de la poesia. No obstant això, els poemes fets per autors catalans a finals del xiv i començaments del xv estaven força plens de catalanismes. Es parla d'un procés de catalanització i de desprovençalització de la poesia catalana d'aquesta època.

#### La Cancelleria Reial
Pere III el Cerimoniós (1319-1387) s'adonà que existia un estret lligam entre poder i llengua, i per això es proposà de reformar la Cancelleria Reial. La Cancelleria havia estat creada al segle xiii i era un organisme administratiu i burocràtic. Amb la reforma de Pere III, entraven a treballar a la Cancelleria gent molt preparada en els camps de la teologia, el dret, l'escriptura, etc. La seva tasca era redactar els documents oficials, que aviat foren considerats models de bon escriure.
Aviat, el català de la Cancelleria esdevingué una mena de llengua acadèmica, ja que era la llengua dels discursos i dels documents que signava el rei, i això la legitimava i feia que fos acceptada incondicionalment en tots els territoris de la Corona. La prosa de la Cancelleria fou un factor important d'unitat de la llengua administrativa i literària.
Acabà sent una mena de model supra-dialectal: bastida sobre la modalitat dialectal del barceloní, fou acceptada per tots els escriptors com una mena de forma estàndard.

### El context polític i social. Els Trastàmara

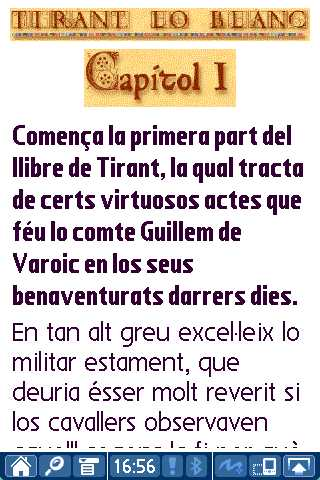

L'any 1410 mor sense descendència el rei Martí l'Humà i s'extingeix la dinastia catalana. L'hereu al tron de la Corona d'Aragó surt del Compromís de Casp (1412) i no és cap altre que Ferran d'Antequera, de la dinastia castellana dels Trastàmara. Hi ha qui veu en aquest canvi de dinastia el primer símptoma de decadència en la cultura catalana, però el cert és que aquest segle XV passà a la història com el més gloriós per a la història de la literatura catalana.
Malgrat això, durant aquest segle xv, Barcelona i el Principat perden pes específic en la confederació aragonesa en favor de València, que s'erigeix en el motor econòmic i cultural de la Corona. A aquest fet, hi ajuda la guerra civil catalana.

### La poesia

#### Els primers intents de ruptura amb l'occità
La poesia culta catalana en el segle XV inicia una tímida ruptura amb la poesia trobadoresca: el valencià Jordi de Sant Jordi i el vigatà Andreu Febrer són dos exemples d'aquest tímid abandó de formes i fons trobadorescos, encara que utilitzin un català ple d'occitanismes. Altres poetes que escriuen en un català aprovençalat són els germans Jaume i Pere March, i Gilabert de Próixita.

#### Ausiàs March
El primer poeta català que trenca definitivament amb la poesia trobadoresca és el valencià Ausiàs March (1397-1459). La seva obra poètica, de més de deu mil versos, presenta només una vintena d'occitanismes, la qual cosa significa l'acabament de la influència dels trobadors provençals i el començament d'una poesia plenament catalana.

### La narrativa

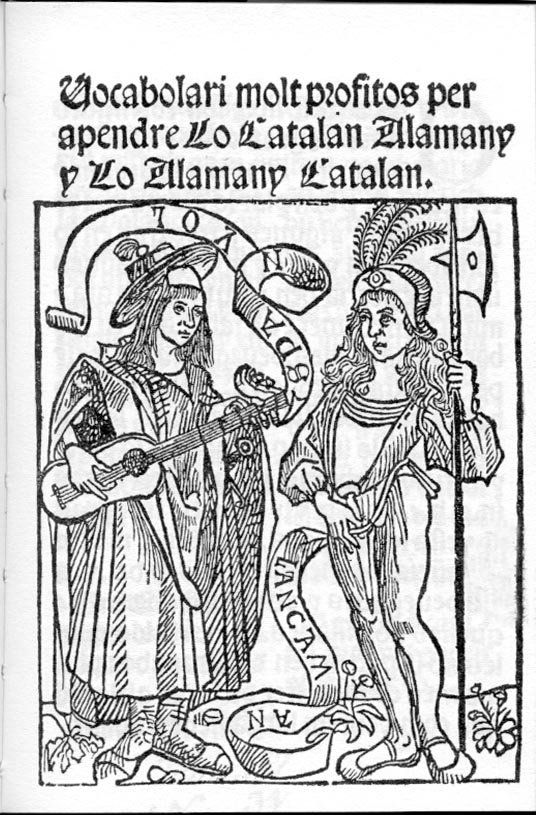
Vocabolari molt profitós per aprendre lo catalan-alamany y lo alamany-catalan, 1502.

#### Curial e Güelfa
El Curial e Güelfa és una novel·la cavalleresca que ens ha pervingut anònimament. Segurament fou escrita entre 1435 i 1462 i, a partir de la llengua emprada, suposem que el seu autor era del Principat: de la Catalunya Vella, segurament. En el Curial e Güelfa hi trobem força influències franceses i italianes, tant pel que fa al lèxic com pel que fa als ambients.

#### Tirant lo Blanc
La novel·la profana més llegida durant el segle xv fou el Tirant lo Blanc, escrita entre 1460 i 1490 pel valencià Joanot Martorell. L'obra, considerada peça mestra de la narrativa catalana i universal de tots els temps, és una novel·la total: cavalleresca, històrica, militar, de costums, eròtica, psicològica, etc. Sobre una base inicial de la matèria de Bretanya, Joanot Martorell construeix l'obra juxtaposant fonts orals i escrites de procedència diversa: artúriques, clàssiques, italianes, espanyoles, etc.

#### L'Espill
L'Espill és una novel·la en vers de caràcter misogin. Fou escrita pel valencià Jaume Roig entre 1455 i 1462 i es compon de més de setze mil versos tetrasíl·labs.

#### La "valenciana prosa". Joan Roís de Corella
A aquests moments del segle xv, ningú discutia la unitat lingüística de la catalanofonia; això no obstant, és en aquest moment que sorgeix el terme de "valenciana prosa", referit sobretot a un estil d'escriptura determinat, caracteritzat per la preciositat i l'artificiositat, amb calcs del llatí que desembocaven en una retòrica barroca. És una prosa "d'art".
La figura més rellevant que utilitzà aquest estil fou Joan Roís de Corella, també valencià i nascut entre 1433 i 1443, i mort el 1497. La seva obra més coneguda és la Tragèdia de Caldesa. Es considera Corella l'última gran figura de la literatura catalana medieval.